# The Newsroom
The Newsroom är en amerikansk TV-serie som handlar om en nyhetsredaktion för den fiktiva TV-kanalen Atlantis Cable News (ACN). Serien hade premiär den 24 juni 2012 och skapades av Aaron Sorkin. I huvudrollerna finns Jeff Daniels som nyhetsankaret Will McAvoy och Emily Mortimer som MacKenzie McHale, exekutiv producent för nyhetsprogrammet News Night. 
Efter tre säsonger sändes det 25:e och sista avsnittet 14 december 2014.

## Handling
Serien utspelar sig bakom kulisserna på den fiktiva TV-kanalen Atlantis Cable News (ACN), och framför allt gruppen bakom nyhetsprogrammet News Night. Nyhetschefen Charlie Skinner (Sam Waterston) anställer ankaret Will McAvoys ex-flickvän, MacKenzie McHale, för att förnya programmet och få McAvoy att bli mer engagerad i nyheterna. Andra anställda är: Jim Harper (John Gallagher, Jr.), Maggie (Alison Pill), Sloan (Olivia Munn), Neal (Dev Patel), och Don (Thomas Sadoski).

## Rollfigurer
- Jeff Daniels – Will McAvoy: nyhetsankare och chefredaktör för News Night.[3][4] Will är republikan och har haft stora framgångar genom att inte ta ställning i frågor. Han är svår att umgås med när han inte befinner sig framför kameran. Hans tillvaro vänds på ända när MacKenzie åter träder in i hans värld. I pilotavsnittet tvingas han skaffa en ny redaktion efter att hans kollega får ett nytt program och tar med sig stora delar av teamet.[5]
- Emily Mortimer – MacKenzie McHale: ny exekutiv producent för News Night. Flera år tidigare var hon Wills flickvän.[3] McHale har tillbringat flera år utomlands som korrespondeent.
- John Gallagher, Jr. – James "Jim" Harper: en producent som erbjöds ett annat jobb när MacKenzies tidigare program lades ner, men valde att följa med henne till News Night. På sitt nya jobb blir han kär i Maggie.[6]
- Alison Pill – Margaret "Maggie" Jordan: medproducent på News Night.[7] Hon har ett komplicerat kärleksförhållande med Don.
- Thomas Sadoski – Don Keefer: var tidigare exekutiv producent för News Night men lämnar det för ett annat program på samma kanal.[5]
- Dev Patel – Neal Sampat: författare på Wills blogg och nyhetsspanare på internet.
- Olivia Munn – Sloan Sabbith: en ekonom som har ett inslag på kanalen, och som blir rekryterad till News Night.[5]
- Sam Waterston – Charlie Skinner: chef för ACN:s nyhetsavdelning.[8]

### Återkommande rollfigurer
- Jane Fonda som Leona Lansing: VD för Atlantis World Media (AWM), moderföretaget till ACN. Hon konspirerar för att få McAvoy att sluta.[9]
- Chris Messina som Reese Lansing: ordförande för ACN, tillika Leonas son.
- Hope Davis som Nina Howard: skvallertidningsreporter.
- Marcia Gay Harden som Rebecca Halliday: jurist i andra och tredje säsongen.
- Adina Porter som Kendra James
- Hamish Linklater som Jerry Dantana: producent i andra säsongen.
- David Harbour som Elliot Hirsch
- Margaret Judson som Tess Westin
- Chris Chalk som Gary Cooper
- Thomas Matthews som Martin Stallworth
- Wynn Everett som Tamara Hart
- Jon Tenney som Wade Campbell
- Terry Crews som Lonny Church
- Kelen Coleman som Lisa Lambert
- David Krumholtz som Dr. Jacob Habib
- Paul Schneider som Brian Brenner
- Riley Voelkel som Jennifer Johnson
- John F. Carpenter som Herb Wilson
- Trieu Tran som Joey Phan
- Grace Gummer som Hallie Shea
- Constance Zimmer som Taylor Warren
- B. J. Novak som Lucas Pruit
- Mary McCormack som Molly
- Clea DuVall som Lily
- Jimmi Simpson som Jack Spaniel

## Produktion

### Tillkomst
Entertainment Weekly rapporterade i april 2009 att Sorkin, under arbetet med manuset till Social Network, övervägde att arbete med en ny dramaserie för TV som skulle utspela sig bakom kulisserna på ett nyhetsprogram  Sorkin skapade TV-serierna Sports Night och Studio 60 on the Sunset Strip, som båda skildrar vad som händer omkring fiktiva TV-program. Förhandlingar har skett mellan Sorkin och HBO sedan 2010. I januari 2011 avslöjades projektet på BBC News.
För att förstå hur ett nyhetsprogram produceras har Sorkin besökt MSNBC:s studio under programmet Countdown with Keith Olbermann för att observera, och tagit hjälp av teamet bakom TV-programmet Parker Spitzer när han var dess gäst. Han har också följt med vid produktionen av Hardball with Chris Matthews liksom andra program på Fox News Channel och CNN. Sorkin berättade för TV Guide att han tänkte framföra en mindre cynisk syn på nyhetsmediet: "De försöker agera moraliskt i ett sammanhang där det är väldigt svårt att vara moraliskt med all kommersiell, politiska och företagsmässig hänsyn som måste tas." Istället för att reagera på fiktiva nyhetshändelser som i sina tidigare serier, lät Sorkin rollfigurerna i The Newsroom interagera med nyliga nyhetshändelser för att ge serien en förhöjd känsla av realism.
I januari 2011, beställde HBO ett pilotavsnitt med arbetstiteln More as This Story Develops ("Vi återkommer så snart historien utvecklas"). Scott Rudin som arbetat med Social Network tog jobbet som exekutiv producent. Hans enda tidigare arbete i TV-branschen var en spinoff till filmen Clueless Greg Mottola fick regissörsjobbet för pilotavsnittet. Manuset till pilotavsnittet kom sedan i händerna på flera nyhetsredaktioner.
Den 8 september 2011 beställde HBO en hel TV-serie, med 10 avsnitt till att börja med, och premiär till sommaren 2012. En dag efter att det andra avsnittet sändes, förnyade HBO kontraktet för en andra säsong.

### Seriens namn
Medan pilotavsnittet var i förproduktion, hade projektet arbetsnamnet More as This Story Develops. HBO skickade in en ansökan till U.S. Patent and Trademark Office om varumärket The Newsroom den  29 november 2011. Det nya namnet fick omedelbart flera personer att dra jämförelser med den kanadensiska komediserien The Newsroom, som skapades av Ken Finkleman för CBC. Namnet The Newsroom bekräftades av HBO i en översikt över produktionerna för 2012, den 21 december 2011.
En artikel av Jaime Weinman i den kanadensiska tidskriften Maclean's beskrev valet av namnet som "en ganska rått roande påminnelse om att den amerikanska TV-industrin inte tar Kanada särskilt allvarligt. [...] 'The Newsroom' anses ofta vara den bästa TV-serie Kanada har gjort, men en amerikansk kanal behöver inte vara rädda för föga smickrande jämförelser: förutsatt att de har hört talas om serien, tror de troligen att ingen i USA har hört talas om den." I en intervju med The Daily Beast efter att Sorkins serie haft premiär, avslöjade Finkleman att HBO tagit kontakt med honom och frågat om lov att använda namnet, vilket han gav dem.

### Rollbesättning
Jeff Daniels skrev under avtalet om huvudrollen i mars 2011. Alison Pill och Olivia Munn inledde enligt rapporter kontraktsförhandlingar om att medverka i april 2011. Rollen som den fiktiva exekutiva producenten erbjöds först till Marisa Tomei, men förhandlingarna strandade. Tomei ersattes av Emily Mortimer i maj 2011. Sam Waterston fick också sin roll i serien i maj. John Gallagher, Jr., Thomas Sadoski, Josh Pence, och Dev Patel fick sina roller i juni 2011.
Tidningen New York beskrev hur Sorkin hade planer på att låta Chris Matthews och Andrew Breitbart, kända som värdar i MSNBC, medverka i debattscenen i pilotavsnittet. MSNBC var dock missnöjda med hur nyhetsprogram och hur vänsterinriktad media skildrades i manuset och idén lades på is.
Tre månader efter att serien köptes, skrev Jane Fonda på för att spela rollen som VD för kanalens moderföretag, Leona Lansing. Fonda var tidigare gift under 10 år med Ted Turner, som grundade Turner Broadcasting System och CNN. Lansing sågs av vissa observatörer som en kvinnlig version av Fondas exman. Namnet "Leona Lansing" är taget från två mycket framgångsrika affärskvinnor, fastighetsentreprenören Leona Helmsley och tidigare VD:n för Paramount Pictures, Sherry Lansing.
Jon Tenney gästskådespelar som Wade, MacKenzies nya kärlek. Natalie Morales medverkar som Kaylee, Neals flickvän. Terry Crews medverkar i rollen som Lonny, Wills livvakt.

### Inspelning
The Newsrooms kulisser befinner sig i Sunset Gower Studios, Hollywood, California. Den påhittade Atlantis World Media-byggnaden är i själva verket 
Bank of America Tower i hörnet av 6th Avenue och 42nd Street på Manhattan. CGI används för att ändra byggnadens namn ovanför ingången. Produktionen började under senare delen av 2011. Eftersom manuset är så dialogtyngt tar det nio dagar att filma varje avsnitt, vilket är två-tre dagar mer än de flesta andra TV-serier.

## Sändning
The Newsroom hade premiär i USA på HBO den 24 juni 2012. Det hade 2,1 miljoner tittare, vilket gör det till en av HBO:s mest sedda premiäravsnitt sedan 2008. Det första avsnittet visades gratis för alla tittare på flera webbplatser, inklusive HBO.com, Itunes, Youtube, och andra on-demand-tjänster.

### Internationella sändningar
Serien sänds samtidigt på HBO Canada. Den hade premiär på Sky Atlantic i Storbritannien och Irland den 10 juli 2012, två veckor efter USA-premiären. I Tyskland och Österrike kom serien först till Skys video-on-demand-tjänst Sky Go en dag efter USA-premiären, den 25 juni 2012, och en dag senare på Sky Anytime, dock bara med engelska röster. Den tyskdubbade versionen sänds på Sky Atlantic under hösten 2012. HBO Hungary visade också serien en dag efter premiären med ungersk textning, medan den dubbade versionen sändes den 30 juli. I Israel, visades serien yes Oh den 30 juni 2012. Den hade premiär i Nederländerna den 2 juli på HBO. I Polen hade serien premiär den 16 juli på HBO. Serien hade svensk premiär i C More Series och C More Series HD den 9 september 2012. Svensk premiär på SVT var 8 april 2013 kl 21.45.